# Concordia-Polka
Concordia-Polka, op. 206, är en polkamazurka av Johann Strauss den yngre. Den framfördes första gången den 10 februari 1858 i Redouten-Saal i Hofburg Wien. 

## Historia
Det normalt rigida protokollet som endast tillät hovfester att äga rum i Hofburg mjukades upp till 1858 års karneval så att andra viktiga baler också kunde hållas där. Två utnyttjare av denna nya regel var tågingenjörerna (till vars bal Johann Strauss komponerade valsen Spiralen) samt Wiens protestantiska församling. Strauss bidrag till den senares festlighet, en "Protestant Ball" hölls i Redouten-Saal i Hofburg den 10 februari 1858, var polkamazurkan Eintracht (Harmoni). Det nya verket spelades ånyo vid Strauss välgörenhetsbal den 15 februari 1858 i danssalongen Zum Sperl. När verket publicerades den 23 maj hade titeln ändrats till Concordia-Polka.

## Om polkan
Speltiden är ca 3 minuter och 58 sekunder plus minus några sekunder beroende på dirigentens musikaliska tolkning.